# Ceraeochrysa angulata
Ceraeochrysa angulata is een insect uit de familie van de gaasvliegen (Chrysopidae), die tot de orde netvleugeligen (Neuroptera) behoort. 
Ceraeochrysa angulata is voor het eerst wetenschappelijk beschreven door Navás in 1929.